# 굿이어 볼파크
굿이어 볼파크(Goodyear Ballpark)는 미국 애리조나주 굿이어에 소재하며 1억 800만 달러를 들여 조성한 야구 단지로, 현재 클리블랜드 인디언스, 신시내티 레즈 두 팀이 공동으로 사용하는 스프링 캠프 구장이다. 2009년 2월 21일에 오프닝 행사와 함께 일반인에게 개방하고, 2009년 2월 25일 캑터스 리그 경기를 가졌다. 야구 단지는 굿이어 시가 소유하고 1만석의 주 경기장 1면, 연습구장 12면, 팀 사무실을 갖추고 있다.